# Trichothyriella
Trichothyriella is een monotypisch geslacht in de familie Microthyriaceae. Het bevat alleen Trichothyriella quercigena.